# Nkulunkulu Mnikati wetibusiso temaSwati
"Nkulunkulu Mnikati wetibusiso temaSwati" là quốc ca của Eswatini. Đây là một hỗn hợp giữa âm nhạc Swazi và âm nhạc phương Tây, và được chấp nhận sau khi nước này giành độc lập vào năm 1968. Lời bài hát được sáng tác bởi Fanyana Simelane, và nhạc được sáng tác bởi David Rycroft.

## Lời
| Tiếng Swazi | Tiếng Việt |
| --- | --- |
| Nkulunkulu Mnikati wetibusiso temaSwati; Siyatibonga tonkhe tinhlanhla; Sibonga iNgwenyama yetfu. Live netintsaba nemifula. Busisa tiphatsimandla takaNgwane; Nguwe wedvwa Somandla wetfu; Sinike kuhlakanipha lokungenabucili Simise usicinise, Simakadze. | Lạy Chúa và Thần của chúng ta, ban phước lành cho người Swazi; Chúng ta cảm tạ Chúa vì tất cả sự may mắn của chúng ta; Chúng ta cảm ơn và khen ngợi Vua của chúng ta Và cho vùng đất công bằng của chúng ta, những ngọn đồi và dòng sông của nó. Các phước lành của Ngài dành cho tất cả những người cai trị đất nước chúng ta; Một mình Ngài là Chúa của chúng ta; Chúng ta cầu xin Chúa ban cho sự khôn ngoan mà không lừa dối hay ác ý. Thành lập và củng cố chúng ta, Chúa vĩnh cửu. |